# Saint-Georges-d’Aunay
Saint-Georges-d’Aunay – miejscowość i dawna gmina we Francji, w regionie Normandia, w departamencie Calvados. W 2013 roku populacja Saint-Georges-d’Aunay wynosiła 729 mieszkańców. 
W dniu 1 stycznia 2016 roku z połączenia dwóch ówczesnych gmin – Coulvain oraz Saint-Georges-d’Aunay – powstała nowa gmina Seulline. Siedzibą gminy została miejscowość Saint-Georges-d’Aunay. 